# Dobřany (Rychnov nad Kněžnou-i járás)
Dobřany település Csehországban, Rychnov nad Kněžnou-i járásban. Dobřany Kounov, Bystré, Deštné v Orlických horách, Sněžné és Sedloňov településekkel határos. Lakosainak száma 131 fő (2024. január 1.).

## Népesség
A település lakosságának változását az alábbi diagram mutatja:
| Lakosok száma | 466  | 466  | 337  | 218  | 132  | 105  | 131  | 132  | 133  | 131  |
|               | 1869 | 1890 | 1921 | 1950 | 1980 | 2001 | 2017 | 2019 | 2022 | 2024 |